# Green Pond Road
Die Green Pond Road war ein Fußballstadion im Londoner Stadtteil Waltham Forest.

## Geschichte
Am 2. August 1948 fand im Rahmen der Olympischen Spiele 1948 in London wurde ein Spiel (Türkei – China 4:0) des Fußballturniers an der Grenn Pond Road ausgetragen. Die Achtelfinal-Begegnung verfolgten 3000 Zuschauer.